# Троянська програма
Троянські програми, трояни, троянці (англ. Trojan Horses, Trojans) — різновид шкідницького програмного забезпечення, яке не здатне поширюватися самостійно (відтворювати себе) на відміну від вірусів та хробаків, тому розповсюджується людьми.
Термін походить від оповіді про Троянського коня з давньогрецької міфології, через використання троянцями різновиду соціальної інженерії, видаючи себе за безпечні й корисні застосунки, для того аби переконати жертв встановити їх на комп'ютер. Вважається, що першим цей термін в контексті комп'ютерної безпеки використав у своєму звіті «Computer Security Technology Planning Study» Деніел Едвардс, співробітник АНБ.

## Перелік найпоширеніших троянів
Прикладами шкідливого програмного забезпечення (троянськими програмами) є: 
- Pinch;
- TDL-4;
- Trojan.Winlock;
- Clampi;
- WARRIOR PRIDE;
- GoldPixaxe[2][3];
- Vultur, Brokewell[4];
- Anatsa[5];
- Chalubo[6].

## Розповсюдження
Троянські програми не можуть розповсюджуватися самостійно, тому використовують будь-яку з форм соціальної інженерії. Наприклад, коли користувач отримує електронного листа вкладення електронної пошти може бути замасковане, (наприклад, звичайна форма для заповнення).
Троянська програма може нести вірусне тіло — тоді запустив троянця комп'ютер перетворюється в осередок «зарази».

## Маскування троянської програми
Для того, щоб спровокувати користувача запустити троянця, файл програми (його назва, іконку програми) називають службовим ім'ям, маскують під іншу програму (наприклад, установки іншої програми), файл іншого типу або просто дають привабливу для запуску назву, іконку і т. ін. Зловмисник може перекомпілювати існуючу програму, додавши до її вихідного коду шкідливий, а потім видавати за оригінал або підміняти його.
Щоб успішно виконувати ці функції, троян може в тій чи іншій мірі імітувати (або навіть повноцінно замінювати) задачу або файл даних, під які вона маскується (програма установки, прикладна програма, гра, прикладний документ, картинка). Схожі шкідливі і маскувальні функції також використовуються комп'ютерними вірусами, але на відміну від них, троянські програми не вміють поширюватися самостійно.

## Шкідливі дії
Троянська програма, будучи запущеною на комп'ютері, може:
- заважати роботі користувача (жартома, помилково або для досягнення якихось інших цілей);
- шпигувати за користувачем;
- використовувати ресурси комп'ютера для якої-небудь незаконної (а іноді і завдає прямої шкоди) діяльності і т. д.

## Способи видалення
Загалом, троянські програми виявляються та видаляються антивірусним і антишпигунським ПЗ так само, як і інші шкідливі програми. Проте їх складніше виявити контекстними методами антивірусів (заснованих на пошуку відомих програм), бо їх розповсюдження краще контролюється й екземпляри програм потрапляють до специалів антивірусної індустрії з більшою затримкою, ніж саморозповсюджувані шкідницькі програми. Однак еврістичні (пошук алгоритмів) і проактивні (стеження) методи на стільки ж дієві.